# 瓦尔吕 (索姆省)
瓦尔吕（法語：Warlus）是法国皮卡第大区索姆省的一个市镇，属于亚眠区莫利安德勒伊县。该市镇2009年时的人口为222人。

## 人口
瓦尔吕人口变化图示
| 数据来源：INSEE |